# Adlercreutzia hattorii
Adlercreutzia hattori es una bacteria grampositiva del género Adlercreutzia. Fue descrita en el año 2021. Su etimología hace referencia al biólogo molecular japonés Masahira Hattori. Es anaerobia estricta e inmóvil. Tiene un tamaño de 0,8 μm de ancho por 1,7-2,1 μm de largo. Temperatura de crecimiento entre 30-40 °C, óptima de 37 °C. Forma colonias grises, circulares, convexas y traslúcidas en agar GAM tras 7 días de incubación. Catalasa negativa. Es resistente a colistina y trimetoprim-sulfametoxazol. Tiene un genoma de 2,9 Mpb y un contenido de G+C de 63%. Se ha aislado de heces humanas en Tsukuba, Japón. 